# Мортал Комбат (филм из 1995)
Мортал Комбат (енгл. Mortal Kombat) је амерички фантазиjски акциони филм из 1995. године. Написао га је Кевин Дрони, у режији Паул В. С. Андерсон, продуцент је Лоренс Касаноф, а глумили су Робин Шоу, Линди Ешби, Бриџит Вилсон и Кристофер Ламберт.
Радња филма прати ратника-монаха Лиу Канг, глумац Џони Каџе, и ратница Сониа Бладе, нјих троје предвођени од стране бога Раидена, на путу за борбу против злог чаробњака Сханг Тсунг-а и његових снага на турниру како би спасили Земљу . Главни извор филма је из 1992. године оригиналну игру истог наслова, али је такође инспирисала и уграђивала елементе из 1993. наредне игре Мортал Комбат 2.
Продуцент Лаврент Касаноф из продукциске куће Трисхолд Ентртејмент у сарадњи са Мидвеј Гејмс, филм је снимљен првенствено у Лос Анђелесу, као и на локацији у Тајланду, а премијерно је приказан 18. августа 1995. године у Сједињеним Америчким Државама. Добила је мешовите оцене критичара са похвалом према својим борилачким уметничким низовима, атмосфери, егзотичним локацијама и производним вредностима, а перформансе су критиковане уз једноставну скрипту. Медијски садржај који је пропратио филм, Мортал Комбат: Оригинал Мотион Пицтуре Сцоре и Мортал Комбат: Оригинал Мотион Пицтуре Соундрацк и такође анимирани филм Мортал Комбат: Тхе Јоурнеи Бегинс
Мортал Комбат је провео три недеље као филм број један у америчкој благајни, зарадивши преко 122 милиона долара широм света. Тресхолд Ентертаинмент је пратио филм са продужетком 1997. године, Мортал Комбат: Аннихилатион, и створио две тотално различите телевизијске серије, Мортал Комбат: Дефендерс оф д Реалм и Мортал Комбат: Конквест. Филмскi povratak Мортал Комбата најавио је Нев Лине Цинема 2011. године.

## Радња
Мортал Комбат је борбени турнир између представника са Земље и Оутворлд који су створили старији богови усред интензиве инвазије на Земљу од стране спољашњег света. Ако Оутворлд освоји Мортал Комбат десет пута узастопно, њен цар Схао Кахн ће моћи да нападне и освоји Земљу
Шаолински монах Лиу Канг и његови другови, филмска звезда Џони Каџе и војни официр Сониа Бладе су били вођени од стране Раидена, бога грома и браниоца Земље, да би поразили своје моћне противнике и спријечили Оутворлд да освоји свој десети Мортал Комбат турнир. Сваки од тројице има свој разлог за такмичење: Лиу жели освету против домаћина турнира Сханг Тсунга због убиства свог брата Цхана; Соња тражи освете над аустралијском злочинцу господину Кану због убиства другог официра; и Кејџ, будући да су медији означени као лажни, покушава да докаже другачије..
На острву Шанг Тсунг, Лиу-а привлачи принцеза Китана, усвојена кћер Шоа Кан. Свестан да је Китана опасан противник зато што је она права наследница Оутворлда и да ће покушати да се удружи са ратницима Земље, Тсунг наређује створењу Рептиле да је шпијунира. Лиу побеђује свог првог противника и Соња добија освети над Каном тако што јој му је сломила врат. Каџе се сусреће и једва побеђује Шкорпиона. Лиу се упушта у кратки дуел са Китаном, која му тајно нуди критичне савете за његову следећу битку. Следећи противник Лиу-а је Суб-Зеро, чија одбрана изгледа нетакнута због својих способности замрзавања док се Лиу не сети Китаниног савета и користи га да убије Суб-Зеро.
Принц Горо улази у турнир и немилосрдно руши сваког противника са којим се суочава. Један од Цагеових вршњака, Арт Леан, поражен је од стране Принца Гора и његова душа је преузета од стране Сханг Тсунг. Сониа брине да можда неће победити против Гороа, али се Раиден не слаже. Он открива њихове сопствене страхове и спречава да победе на турниру.
Упркос Сонином упозорењу, Каџе долази у Тсунг да затражи борбу са Гором. Чаробњак прихвата под условом да му се дозволи да изазове било ког противника свог избора, у било које време и било где. Раиден покушава да интервенише, али услови су договорени пре него што то уради. Након што Сханг Тсунг оде, Раиден се суочава са Каџеом за оно што је учинио, али је импресиониран када Каџе показује своју свест о гравитацији турнира. Каџе се суочава са Гором и користи кривицу и елемент изненађења да победи шампиона. Сада очајнички, Тсунг узима Сониа за таоца и одводи је у Оутворлд, намеравајући да се бори против ње као свог противника. Знајући да су његове моћи тамо неефикасне и да Сониа не може побећи сама, Раиден шаље Лиу и Каџе у Оутворлд како би спасили Сониу и изазвали Тсунг. У Оутворлду, Лиу је напао Рептиле (по наређењима Сханг Тсунг-а да би спријечио њега и Каџе-а да спасе Сониу), али на крају добија наду и убија га. Након тога, Китана се сусреће са Каџе-ом и Лиу-ом. Китана се повезује са њима и помаже им да се инфилтрирају у Тсунгов замак док саветује Лиу Канг-а о три изазова у дворцу: да се суоче са својим непријатељем и сопственим најгорим страховима
Унутар дворца, Сханг Тсунг изазива Сониу да се бори против њега, тврдећи да ће њено одбијање резултирати покоравање Земље. Све изгледа изгубљено за земљу док се не појављују Китана, Лиу и Каџе. Китана оптужује Тсунг-а због његове издаје, док је Сониа ослобођена, тврдећи да ће га ароганција и похлепа коштати турнира ако не испоштује договор. Тсунг је изазвао Каџе-а, али Лиу је изазвао нјега. Током дуже борбе, Лиу се суочава не само с Тсунгом, већ и са душама које је Тсунг присилно узимао на прошлим турнирима. У посљедњем покушају да искористи предност, Тсунг се претвара у Цхан. Гледајући кроз шараду, Лиу обнавља своју одлучност и на крају пуца енергетски вијак чаробњака, и удара га. Тсунгова смрт ослобађа све душе, укључујући Цханове. Пре него што се поврати у посмртни живот, Чан каже Лиу да ће остати с њим духом док се поново не удруже.
Ратници се враћају на Земљу, где се одржава прослава победе у храму Шаолин. Прослава се изненада зауставља, када се Шао Канова џиновска фигура изненада појављује на небу. Када цар изјави да је дошао за своје душе, Раиден изјављује: "Не мислим тако", а ратници узимају своје борбене ставове.

## Глумачка екипа
- Кристофер Ламберт као Раиден, бог грмљавине и заштитник Земље који води своје ратнике. Жели да помогне херојима у одбрани Земље, али пошто он сам није смртан, није му дозвољено да учествује на турниру и може их само саветовати и деловати како би спречио варање.
- Робин Шоу као Лиу Канг, бивши монах Шаолина, који улази на турнир да освети смрт његовог брата. Он је такође Китанин љубавник и међу првима који примећују њену симпатију према Земљи. Као и у већини игара у серији Мортал Комбат, Лиу Канг је главни протагониста. Ово је био други амерички филм Шоуа, с обзиром да је његова последња америчка улога била 1990. године за филм Форбидден Нигхтс.
- Кари-Хиројуки Тагава као Сханг Тсунг, моћан, садистички и издајнички демон чаробњак, он је главни антагониста филма који је убио брата Лиа Канга Цхана. Тагава је био први и једини избор филмских стваралаца за улогу, одмах је изабран након што је дошао на аудицију у костиму и прочитао његове линије док је стајао на столици.[2]
- Линди Ешби као Џони Каџе, холивудска звезда која улази на турнир да докаже свету да су његове вештине стварне. Он је такође Сонијин љубавник. Ешби је тренирао карате и таеквондо посебно ради овог филма. Упркос интензитету борбених сцена у комбинацији са глумцима који обављају већину својих сцена, повреде су биле минималне, једини значајан догађај био је благо оштећен бубрег који је Ешбије претрпео док је снимао Каџе-ову сцену са Скорпионом.[2]
- Бриџит Вилсон као Сониа Бладе, амерички службеник специјалних снага из Остина, Тексас који је у потрази за Каном, криминалац који је убио свог партнера. Она је такође Каџе-ов љубавник. Камерон Диаз је првобитно одабрана да глуми Сону-у, али је повредила зглоб током тренинга борилачких вештина пре пуцања [3], а замиенила ју је Бриџит Вилсон, која је у продукцији режије Паул В. С. Андерсон добила шаљиви надимак "РобоБабе"[2]. Вилсон је изводила све своје сцене, укључујући сцене борбе.
- Талиса Сото као принцеза Китана, усвојена ћерка Оутворлда, која одлучује да помогне ратницима Земље. Она је привучена Лиу Канг-ом, који јојузвраћа и саветује је да иде даље. Сото се претходно појавила заједно са Тагава у Лиценсе то Кил.
- Тревор Годард као Кано, аустралијски криминалац из подземља који се придружио силама са Сханг Тсунгом.
- Крис Касамаса као Скорпион, ратник под контролом Сханг Тсунг-а. Као и код игара, Мортон Комбат, ко-творац Ед Боон, обезбедио је глас ликова.
- Францоис Петит као Суб-Зеро, ратник криоманцер под контролом Сханг Тсунг-а. Ривалство између Скорпиона и Суб-Зеро је само на кратко споменуо Сханг Тсунг на почетку филма.
- Кеит Коке као Рептиле, створење које служи Сханг Тсунг. Кооке је приказао људску форму карактера, док је његов облик гуштера приказан коришћењем имагинарних слика[2]. Вокални ефекат Рептила је обезбедио Франк Велкер
- Том Водруф, као Горо, принц подземног краљевства Шокана и генерал војске Оутворлда. Горо је шампион Мортал Комбата. Кевин Мичаел Ричардсон даје флас Горо-у, а његов вокални ефекат даје Франк Велкер.
- Кенет Едвардс као Арт Леан, борбени уметник и пријатељ Џона Каџе-а који се такмичи на турниру.
- Стевен Хо као Цхан Канг, млађи брат Лиу Канга.
- Грегори МкКинеи као Јак, Сониин партнер. Стив Џејмс је првобитно био предвиђен за улогу Јакса, али је умро од карцинома панкреаса годину дана пре него што је почела продукција филма.
- Петер Јасон као Мастер Боид, сенсеи од Џони Каџе.
- Франк Велкер даје глас Схао Кахн, Цару од Оутворлд.

Санди Хелберг на кратко се појављује на почетку филма као директор Каџеовог најновијег филма. Првобитно, овај део је био најављиван од стране Стевена Спиелберга, али распоређени сукоби су га натерали да напусти; карактер "режисера" у овој сцени.

## Продукција
Првобитно заснован на првој игрици у серији, има неколико значајних елемената који су копирани из друге игре, Мортал Комбат 2. Оутворлд се видео у филму, али се у првој игрици никада није помињао (само је поменуто у приручнику видео игре). Слично томе, Схао Кахн се види на последњој сцени филма, али се у првој игрици чак није ни помињало. Јак и Китана су представљени у другом делу игре. Способност Сханг Тсунг-а да украде душу поражених жртава - показана је два пута у филму - први пут је угледан у Мортал Комбат 2 као једна од његових смртних техника, док је његов младалачки изглед дебитовао у другој игри, али се види кроз читав филм; према Тагава-у, ово је било у циљу избегавања прекомерне шминке која би била потребна за дуплирање старог појављивања Сханг Тсунг-а у првој игри. У свом мечу са Рептилом, Лиу Канг користи посебан потез "Бицицле Кик", који је први пут представљен у другој игри, као и способност Рептилеа да постане невидљив. Након убиства Шкорпиона, Каџе испусти потписану слику о себи у близини својих посмртних остатака, у вези са његовим покретом пријатељства у Мортал Комбат 2. Кад Рептиле преузме своју људску форму, глас Схао Кахн-узрокован директно из другеигре - може се чути најављујући "Рептиле". Приче о сенци, виђене пре завршне битке, први пут су виђене у другој игри у склопу позадине.
Камерон Диаз је био изворни избор за игру Сониа Бладе, али је сломила ручни зглоб пре него што је почело снимање, а Бриџите Вилсон је замиенила у последњем тренутаку. Брандон Лее је био први избор филмских стваралаца за игру Џони Каџе али његова трагична смрт у сету Тхе Кров их је приморала да поново улогу. Жан Клод Ван Дам је понудио улогу, али је одбио да ради Стрит Фајтер и улога је на крају отишла Линден Ешби, Русел Вонг, Дустин Нгуиен, Кеит Кооке и Филип Рее сви су били кандидати за улогу Лиу Канга.
Робин Шоу је рекао да је у оригиналном сценарију "требало заљубити у Талиса Сото [Китана]. Радовао сам се томе, али су мислили да имамо толико акције, не желимо да јој додамо романсу. Прекидали су га. Такође, скриптоване, али не снимљене, биле су кратке битке између Сониее и Јадеа, још једног слуге Сханг Тсунга, и сцене у којој је Сханг Тсунг дозволио херојима вече да ожалосте губитак Арт Леана и покопају га у Врту кипова, испод статуе Кунг Лао. Првобитно није укључен у филм, Рептиле је додан као одговор на фокус групе које нису импресиониране првобитним борбама у филму.
Снимање је започело у августу 1994. и завршило се у децембру 1994. године. Спољне сцене Оутворлда снимљене су на напуштеном Каисеровом млину у Фонтани, Калифорнија, на том месту се сада налази клуб АутоСпеедвеј. Све Горове сцене су снимљене у Лос Ангелесу. Локације снимања на Тајланду биле су доступне само бродом, тако да се одливци, посада и опрема морали бити транспортовани на дугачким кануима. Геррит Фолсом је изградио кућу у осамљеној области у близини сета како би ублажила проблем поновљених путовања до и од копна. Локације за снимање на Тајланду укључују Ват Пџа Си Санпхет и храмове Ват Ратцхабурана. Долазак такмичара Земље преко бродова, медијска сцена Лиу Канга и борба између Лиу Канга и Китане снимљени су на Плажи Раилаи и Пхра Нанг Беач. Лукови бродова били су опремљени украсним резбаријама главе змаја и коришћени у филму као борбени секундарни превоз до отока Шанг Тсунга.
Филм је првобитно био заказан за америчко пуштање маја 1995. године, али је померен за август. Према речима копродуцента Лариа Касанофа, то је било зато што су директори Њу лајн цинема осећали да филм има потенцијал да буде љетни хит. Објављен је 20. октобра у Великој Британији, а 26. децембра у Аустралији.